# Boeing XP-4
El Boeing XP-4 (Model 58) fue un prototipo de caza biplano estadounidense de la década de 1920 que fue inmovilizado en tierra permanentemente tras solo 4,5 horas de pruebas de vuelo.

## Desarrollo y diseño
En 1926, el Ejército de los Estados Unidos estaba muy interesado en el turbocompresor como vía para mejorar las prestaciones de los motores y solicitó que se le añadiera uno al último de los PW-9, por lo que el motor se potenció al Packard 1A-1500 de 510 hp. Esta máquina fue designada XP-4 y se le asignó la matrícula 25-324.
Además, el armamento básico del PW-9 de una ametralladora de 12,7 mm y otra de 7,62 mm en el morro fue complementado con dos armas de 7,62 mm bajo el ala inferior, lo suficientemente lejos como para estar fuera del arco de la hélice (con lo que no necesitaban sincronización).
Todas estas modificaciones añadieron peso, por lo que la envergadura del ala inferior fue extendida 2,87 m.
El avión fue entregado en Wright Field para realizar pruebas el 27 de julio de 1927, pero rápidamente se hizo patente que el motor Packard no tenía la suficiente potencia para compensar los 362,87 kg de peso extra, comportándose el aparato más pobremente que su predecesor. El proyecto fue rápidamente abandonado.

## Operadores
Estados Unidos
- Cuerpo Aéreo del Ejército de los Estados Unidos

## Especificaciones
Referencia datos: Fighters of the United States Air Force

### Características generales
- Tripulación: Uno (piloto)
- Longitud: 7,3 m (23,9 ft)
- Envergadura: 9,8 m (32,1 ft)
- Altura: 2,7 m (8,8 ft)
- Superficie alar: 22,8 m² (245,4 ft²)
- Peso vacío: 1264 kg (2785,9 lb)
- Peso máximo al despegue: 1655 kg (3647,6 lb)
- Planta motriz: 1× motor lineal V-12 turboalimentado refrigerado por agua Packard 1A-1500.
  - Potencia: 380 kW (524 HP; 517 CV)

### Rendimiento
- Velocidad máxima operativa (Vno): 270 km/h (168 MPH; 146 kt)
- Velocidad crucero (Vc): 193 km/h (120 MPH; 104 kt)
- Alcance: 604 km (326 nmi; 375 mi)
- Techo de vuelo: 6965 m (22 851 ft)
- Régimen de ascenso: 7,1 m/s (1398 ft/min)

### Armamento
- Ametralladoras: 

  - 1 de 12,7 mm y 1 de 7,62 mm disparando a través del disco de la hélice, más
  - 2 de 7,62 mm en las alas inferiores

## Aeronaves relacionadas

### Desarrollos relacionados
- Boeing Model 15

### Secuencias de designación
- Secuencia Numérica (interna de Boeing): ← 53 - 54 - 55 - 58 - 63 - 64 - 66 →
- Secuencia P-_ (Cazas (Pursuit) del USAAC/USAAF/USAF, 1924-1962): P-1 - P-2 - P-3 - XP-4 - P-5 - P-6 - XP-7 →